# Karl Jonas
Karl Jonas (* 26. Oktober 1886 in München; † 13. Februar 1962 in Darmstadt) war ein deutscher Chemiker und Hochschullehrer für Cellulosechemie.

## Leben
Karl Gustav Arno Jonas wurde 1886 als Sohn des Landschafts- und Kunstmalers Paul Jonas und dessen Ehefrau Lina Meermann in München geboren. Nach der Reifeprüfung, die er in München erwarb, studierte Jonas Chemie an der TH München und der TH Breslau. Im Oktober 1914 wurde er an der TH Breslau zum Dr. phil. promoviert. Jonas blieb als Assistent in Breslau und wurde dort im Mai 1919 habilitiert und wurde Privatdozent. Anschließend vertrat er bis 1923 die ordentliche Professur für Chemie und hatte die Leitung des Instituts für Organische Chemie inne. 1923 wurde er zum außerordentlichen Professor ernannt. Nach dem Wechsel von Emil Heuser in die Industrie, wurde Jonas im Juni 1924 sein Nachfolger. Er wurde persönlicher Ordinarius und war Inhaber einer außerordentlichen Professur für Cellulosechemie. Im Wintersemester 1924/25 übernahm er zudem die cellulosechemischen Vorlesungen für die Papieringenieure im Maschinenbau. 
Schon bald nach seinem Amtsantritt wirkte Jonas auf eine Umgestaltung des Studiengangs für Papieringenieure hin. Die chemischen Bereiche wurden auf sein Betreiben stark ausgeweitet. Neben der Modifikation der Praktika wurde eingeführt, dass die Diplomarbeit auf maschinentechnischem oder technologischem oder cellulosechemischem Gebiet durchgeführt wurde. Die überwiegende Zahl der Arbeiten fand in der Folgezeit auf cellulosechemischem Gebiet statt. Die Doktorarbeiten fanden fast ausschließlich auf dem Gebiet der Cellulosechemie statt. 
Im Wintersemester 1927/28  wurde das Papieringenieurwesen an der TH Darmstadt in eine maschinentechnische und eine chemisch-technische Studienrichtung aufgeteilt. Diese Aufteilung wurde bereits 1933, nach dem Ausscheiden von Jonas, wieder aufgehoben.
Jonas verstärkte in seiner Amtszeit auch die apparative Ausstattung des Instituts. U.a. wurde 1929 eine größere Zellstoffversuchsanlage in Betrieb genommen.
Im Frühjahr 1933 geriet Karl Jonas neben Lothar Wöhler ins Zentrum einer heftigen Auseinandersetzung an der TH Darmstadt. Nach der Verabschiedung des Gesetzes zur Wiederherstellung des Berufsbeamtentums baten u. a. die Professoren Ernst Berl und Edmund Stiasny im April 1933 um die Ruhestandsversetzung. Gegen die Entfernung des sehr beliebten Berl sprachen sich jedoch zahlreiche seiner Assistenten und Studenten an der TH Darmstadt aus. Im Gegensatz zu den meisten Kollegen an der TH, die sich eher passiv verhielten, sprachen sich Karl Jonas und Lothar Wöhler explizit für eine Entfernung von Berl aus. Jonas und Wöhler veranlassten das Rektorat unter August Thum, Berls weiteres Wirken an der TH zu unterbinden. Unterstützung fanden sie dabei beim NS-Studentenführer Heinz Hackert. 
Dies führte wiederum zu heftigen Protesten unter den Chemiestudenten. Auf Druck der Studierenden und von Repräsentanten der Papierindustrie, die mit den Forschungsleistungen nicht zufrieden waren, wurde Jonas im Sommer 1933 zum Rücktritt als Institutsleiter gezwungen. Ein Jahr darauf, zum 30. Juni 1934, wurde Jonas schließlich nach § 6 des Gesetzes zur Wiederherstellung des Berufsbeamtentums emeritiert. Es dauerte dann über zwei Jahre, bis die Professur mit Georg Jayme wieder besetzt werden konnte.
Karl Jonas starb im Februar 1962 im Alter von 75 Jahren. Er war in erster Ehe ab 1919 mit Charlotte Kernbach aus Breslau verheiratet. In zweiter Ehe war er mit Edith Miebach verheiratet.

## Veröffentlichungen
- Synthesen in der Sesquiterpen- und Diterpenreihe im Anschluss an die Untersuchung der Terpen- und Sesquiterpenkörper des Galbanum-Oeles, Breslau 1914